# エスマート (鳥取県)
株式会社エスマートは株式会社マルイの関連会社であり、鳥取県鳥取市に本部を置き、スーパーマーケット「エスマート」を展開している食品販売会社である。比較的低価格で加工食品に強みを持つ。
2006年9月1日に株式会社シバタから全事業を譲り受けて運営している。そのため、株式会社シバタ（解散済み）についても解説する。

## 沿革

### シバタ
- 1959年 - 創業。
- 2006年7月7日 - 経営難から、鳥取県中小企業再生支援協議会や鳥取銀行の協力を得て、8月末までに全事業を株式会社マルイの関連会社である有限会社パザパ（2003年設立、株式会社エスマートに社名変更）に譲渡し、「エスマート」を継続運営することで基本合意。
- 2006年9月1日 - 株式会社エスマートに全店舗を譲渡、新生「エスマート」として運営開始。株式会社シバタは会社清算のうえ、解散した。

### エスマート
- 2003年 - 株式会社マルイの関連会社として有限会社パザパを設立。
- 2006年7月7日 - 株式会社シバタの経営難から、鳥取県中小企業再生支援協議会や鳥取銀行の協力を得て、8月末までに株式会社シバタから全事業を譲受し、「エスマート」を継続運営することで基本合意。これに伴い、株式会社エスマートに社名変更することとなった。
- 2006年9月1日 - 株式会社シバタから全店舗を譲受、新生「エスマート」として運営開始。
- 2008年2月23日 - ショッピングセンターめいりん（2月10日閉店）を譲受、めいりん店として開店。
- 2018年12月 - 湯所店を田園町店に統合。

## 店舗

### 鳥取市
- 湖山店
- 川端店
- 田園町店
- 末広店
- 吉成店 - 旧ホームセンタートミトピーの店舗を改装して使用
- 桜谷店
- 緑町店
- つのい店 - トスクつのい店の店舗を譲受
- 徳尾店
- 浜村店
- 鳥取南IC店(河原店) - 2019年12月開店

### 倉吉市
- 打吹店 - 2019年11月より

### 八頭郡若桜町
- わかさ店 - トスク若桜店の店舗を譲受

### 八頭郡智頭町
- ちづ店 - トスクちづ店の店舗を譲受

### 岡山県津山市
- 河辺店

### 閉鎖した店舗
- 湯所店 - 2018年12月末で田園町店に統合。2021年10月跡地にサンマート湯所店がオープン。
- 院庄店
- めいりん店 - 店舗の老朽化の為2019年10月末に閉鎖。打吹店に移転。
- 上河原店

## 主な競合店
- サンマート
- トスク